# 大猶太會堂 (華沙)

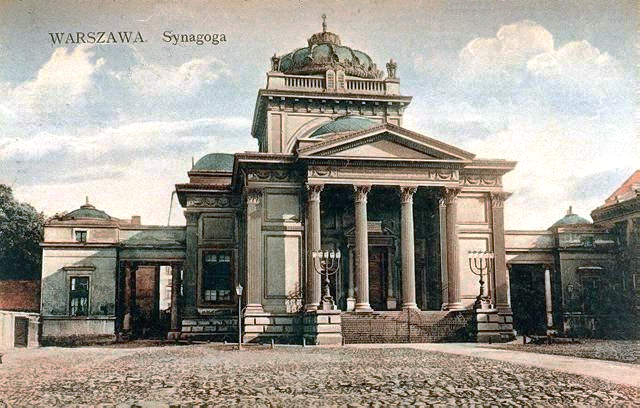

大猶太會堂（Great Synagogue of Warsaw）是波蘭在19世紀最大的建築之一，也是當時世界規模最大的猶太會堂。大猶太會堂開幕於1878年9月26日的猶太新年，但在1943年5月16日被納粹德國炸毀。自1980年代開始，一座摩天大樓修建在大猶太會堂。

## 外部連結
- Great Synagogue in Warsaw at Museum of the History of Polish Jews, Virtual Shtetl
- Pictures of the synagogue（页面存档备份，存于）

52°14′41″N 21°00′09″E / 52.244585°N 21.002398°E